# Podróż apostolska Franciszka na Węgry i Słowację
Podróż apostolska papieża Franciszka na Węgry i Słowację odbyła się w dniach 12–15 września 2021.
Decyzja została ogłoszona 4 lipca 2021 podczas cotygodniowej modlitwy papieża z wiernymi na placu świętego Piotra.
12 września 2021 papież odwiedził Węgry, by w stolicy państwa odprawić eucharystię na koniec Międzynarodowego Kongresu Eucharystycznego. Następnie na trzy dni odleciał na Słowację, gdzie odwiedził cztery miasta Bratysławę, Preszów, Koszyce i Szasztin.
Papież Franciszek był drugim biskupem Rzymu który odwiedził Węgry i Słowację. Poprzednio Węgry w 1991, 1996 i Słowację w 1990 (wtedy Czechosłowację) oraz w 1995, 2003 odwiedził papież Jan Paweł II.

## Program pielgrzymki[4][5]
- 12 września

O 600 nastąpił wylot samolotem z międzynarodowego lotniska Rzym - Fiumicino do Budapesztu. Przylot na międzynarodowe lotnisko w Budapeszcie nastąpił o 745 i tam nastąpiło oficjalne powitanie papieża. O 845 w Muzeum Sztuk Pięknych w Budapeszcie odbyło się spotkanie z prezydentem i premierem Węgier, zaś o 915 papież spotkał się z węgierskimi biskupami. O 1000 odbyło się spotkanie papieża z przedstawicielami Ekumenicznej Rady Kościołów I niektórych społeczności żydowskich Węgier. Pół godziny po tym spotkaniu papież odprawił euchrystię na Placu Bohaterów w Budapeszcie, po tej eucharystii o 1430 na Międzynarodowym Lotnisku w Budapeszcie nastąpiło ceremonia pożegnania i dziesięć minut później samolot z papieżem odleciał do Bratysławy. O 1530 nastąpił przylot samolotu z papieżem na międzynarodowe lotnisko w Bratysławie, gdzie tam nastąpiło oficjalne powitanie papieża, zaś o 1630 w Nuncjaturze Apostolskiej w Bratysławie odbyło się spotkanie ekumeniczne z papieżem. O 1730 w nuncjaturze odbyło się prywatne spotkanie papieża z członkami Towarzystwa Jezus. 
- 13 września

O 915 w Pałacu Prezydenckim w Bratysławie odbyła się ceremionia powitania papieża przez prezydent Słowacji, po niej o 930 w "złotej sali" odbyło się spotkanie prezydenta Słowacji z papieżem. O 1010 w ogrodzie Pałacu Prezydenckiego w Bratysławie papież spotkał się z władzami, społeczeństwem obywatelskim i Korpusem Dyplomatycznym, zaś o 1045 w katedrze św. Marcina w Bratysławie odbyło się spotkanie z biskupami, kapłanami, zakonnikami, seminarzystami i katechistami, po spotkaniu papież przemówił do zebranych. O 1600 papież odbył prywatną wizytę w „Centrum Betlejemskim” w Bratysławie, zaś o 1645 na Placu Rybné námestie w Bratysławie papież spotkał się ze społecznością żydowską. O 1800 w Nuncjaturze Apostolskiej odbyło się spotkanie papieża z przewodniczącym Rady Narodowej, zaś o 1815 z premierem Słowacji.
- 14 września

O 810 nastąpił wylot papieża do Koszyc, gdzie tam o 900 nastąpił przylot. O 1030 na placu Mestská športová hala w Preszowie papież przewodniczył Boskiej Bizantyjskiej Liturdze świętego Jana Chryzostoma. Następnie o 1600 odbyło się spotkanie w dzielnicy Luník IX w Koszycach, zaś o 1700 na stadionie Lokomotiva w Koszycach papież spotkał się z młodzieżą. O 1830 papież z Koszyc odleciał do Bratysławy i tam o 1930 nastąpił przylot. 
- 15 września

O 910 papież w Narodowym Sanktuarium Šaštin odbył z biskupami modlitwę, również tam o 1000 papież odprawił eucharystię, podczas której wygłosił homilię. Po eucharystii o 1330 na międzynarodowym lotnisku w Bratysławie nastąpiła ceremonia pożegnalna papieża, gdzie następnie o 1345 samolot z papieżem odleciał do Rzymu. Przylot na lotnisko Rzym/Ciampino nastąpił o 1530.